# Завод за заштиту споменика културе у Панчеву
| Завод за заштиту споменика културе у Панчеву |                                         |
|                                              |                                         |
| Врста                                        | Установа културе                        |
| Основана:                                    | 1993.                                   |
| Седиште:                                     | Жарка Зрењанина бр. 17 · Панчево Србија |
| Директор:                                    | Гроздана Миленков                       |
| Веб презентација                             | Званична презентација                   |
|                                              |                                         |

Завод за заштиту споменика културе у Панчеву је установа културе надлежна за делатност заштите културних добара на територији Јужног Баната, на бази партнерских односа са власницима културних добара, кроз проучавање, валоризацију и регистровање, чување и обраду документације, као и предлагање мера за рад на заштити споменичког наслеђа.
Завод врши делатност заштите непокретних културних добара: споменика културе, просторно културно-историјских целина, археолошких налазишта и знаменитих места на територији општина Панчево, Вршац, Алибунар, Ковин, Ковачица, Опово, Бела Црква и Пландиште.

## Делатност Завода
У оквиру делатности заштите непокретних културних добара, Завод обавља следеће послове:
- истражује и евидентира непокретна добра која уживају претходну заштиту
- предлаже утврђивање непокретног културног добра
- води регистар непокретних културних добара и чува документацију о тим добрима
- пружа стручну помоћ на чувању и одржавању непокретних културних добара, сопственицима и корисницима тих добара
- стара се о коришћењу непокретних културних добара у сврхе одређене Законом о културним добрима
- прати спровођење мера заштите и предлаже мере заштите непокретних културних добара
- прикупља, сређује, чува, одржава и користи покретна културна добра која се налазе у непокретним културним добрима
- спроводи мере техничке и физичке заштите културних добара
- издаје публикације о културним добрима и о резултатима рада на њиховој заштити
- излаже културна добра, организује предавања и друге пригодне облике културно-образовне делатности
- проучава непокретна културна добра и израђује студије, елаборате и пројекте са одговарајућом документацијом, ради најцелисходније заштите и коришћења одређеног непокретног културног добра
- учествује у поступку припремања просторних и урбанистичких планова, путем достављања расположивих података и услова заштите непокретних културних добара и учествује у разматрању предлога просторних и урбанистичких планова
- објављује грађу о предузетим радовима на непокретним културним добрима
- остварује увид у спровођење мера заштите и коришћења непокретних културних добара
- утврђује услове за предузимање мера техничке заштите на конзервацији, рестаурацији, реконструкцији, ревитализацији и презентацији непокретних културних добара и добара која уживају претходну заштиту и даје сагласност на пројекат и документацију за извођење ових радова
- израђује пројекте за извођење радова на непокретним културним добрима и изводи те радове у складу са законом
- врши археолошка истраживања, ископавања и контролу земљаних радова
- даје стручно мишљење ради утврђивања локације за подизање споменика и услова за њено уређење
- обавља и друге послове у области заштите културних добара.

## Галерија
- Завод за заштиту споменика културе у Панчеву
- Табла са натписом
- Улаз у Завод за заштиту споменика културе у Панчеву
- Табла са натписом